# Kolcomysz przylądkowa
Kolcomysz przylądkowa (Acomys subspinosus) – gatunek ssaka z podrodziny sztywniaków (Deomyinae) w obrębie rodziny myszowatych (Muridae), występujący w Południowej Afryce.

## Zasięg występowania
Kolcomysz przylądkowa występuje endemicznie w południowo-zachodniej Prowincji Przylądkowej Zachodniej, w Południowej Afryce.

## Taksonomia
Gatunek po raz pierwszy zgodnie z zasadami nazewnictwa binominalnego opisał w 1838 roku brytyjski przyrodnik George Robert Waterhouse nadając mu nazwę Mus subspinosus. Holotyp pochodził z Przylądka Dobrej Nadziei, w Południowej Afryce.
A. subspinosus został zaproponowany jako odrębny gatunek i nie obejmuje A. wilsoni i A. louisae. Jego odróżnienie od A. spinosissimus potwierdzono w 1986 roku w analizie morfometrycznej. A. subspinosus charakteryzuje się zestawem unikalnych cech uzębienia i czaszki, dzięki czemu został włączony do nowego podrodzaju Subacomys. Autorzy Illustrated Checklist of the Mammals of the World uznają ten takson za gatunek monotypowy.

### Etymologia
- Acomys: gr. ακη akē „ostry punkt”; μυς mus, μυός muos „mysz”[9].
- subspinosus: łac. sub „pod, blisko”[10]; spinosus „ciernisty, kolczasty”, od spina  „cierń, kolec”[11].

## Morfologia
Długość ciała (bez ogona) 73–102 mm, długość ogona 68–89 mm, długość ucha 9–15 mm, długość tylnej stopy 12–19 mm; masa ciała 13–26 g.

## Biologia
Kolcomysz przylądkowa jest spotykana do wysokości 1000 m n.p.m. Żyje na skalistych zboczach gór w formacji roślinnej fynbos. Nie wiadomo, czy potrafi przetrwać w zaburzonym środowisku.

## Populacja
Międzynarodowa Unia Ochrony Przyrody uznaje kolcomysz przylądkową za gatunek najmniejszej troski. Wprawdzie gatunki inwazyjne mogą wpływać na fynbos, ale niekoniecznie wpływa to na populację tego gryzonia. Niżej położone tereny uległy częściowemu przekształceniu na skutek ekspansji rolnictwa i urbanizacji, ale gatunek jako całość nie wydaje się zagrożony. Populacja jest stabilna, liczebność w 2008 była oceniana na ponad 10 tys. osobników. Kolcomysz przylądkowa żyje także w obszarach chronionych.